# Thompsonville (Michigan)
Pour les articles homonymes, voir Thompsonville (homonymie).
Thompsonville est un village du comté de Benzie, dans l'État du Michigan, aux États-Unis. En 2020, il comptait une population de 451 habitants.